# Arcfox Alpha T5
Arcfox Alpha T5 – elektryczny samochód osobowy typu crossover klasy średniej produkowany pod chińską marką Arcfox od 2023 roku.

## Historia i opis modelu

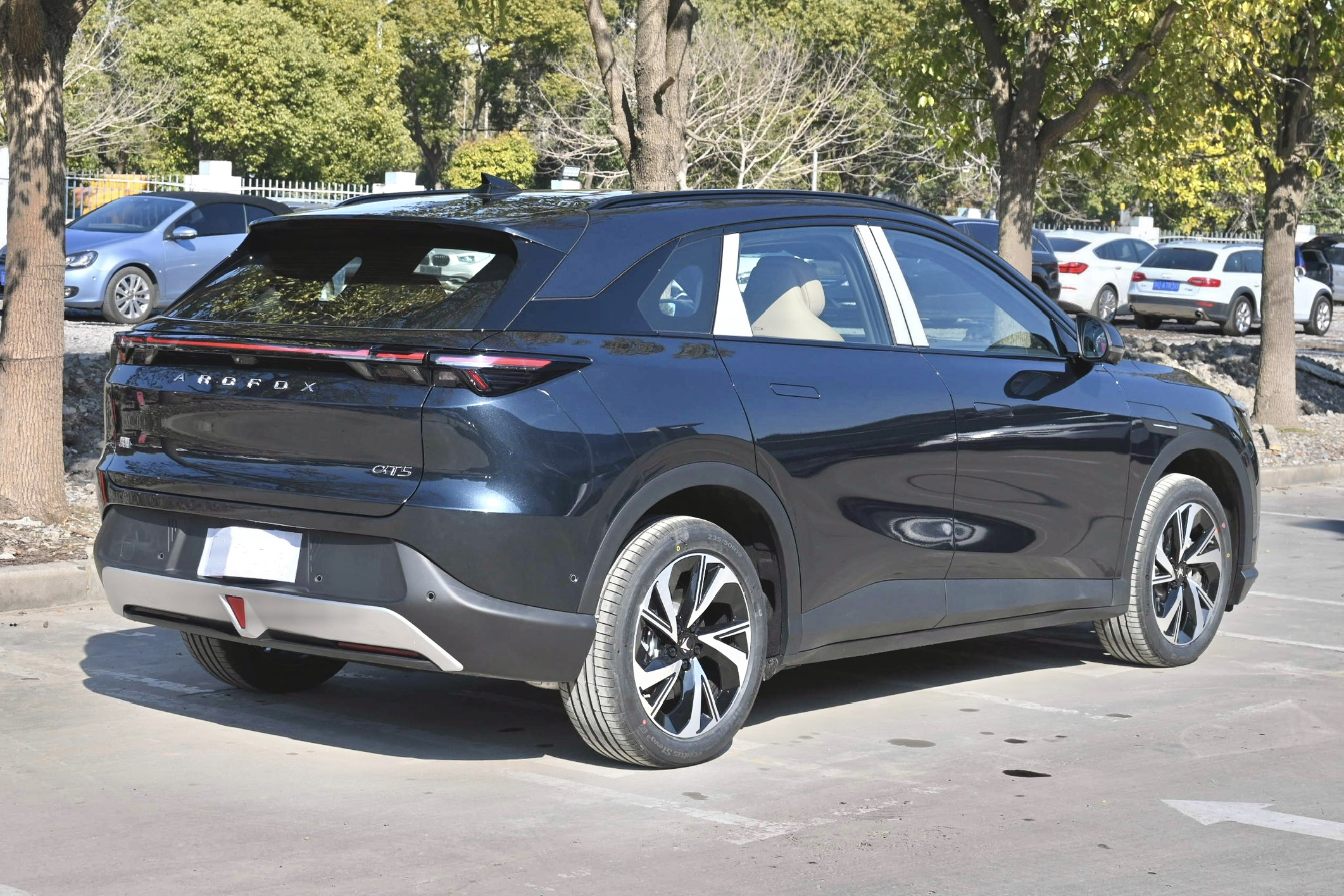
Arcfox Alpha T5 – tył

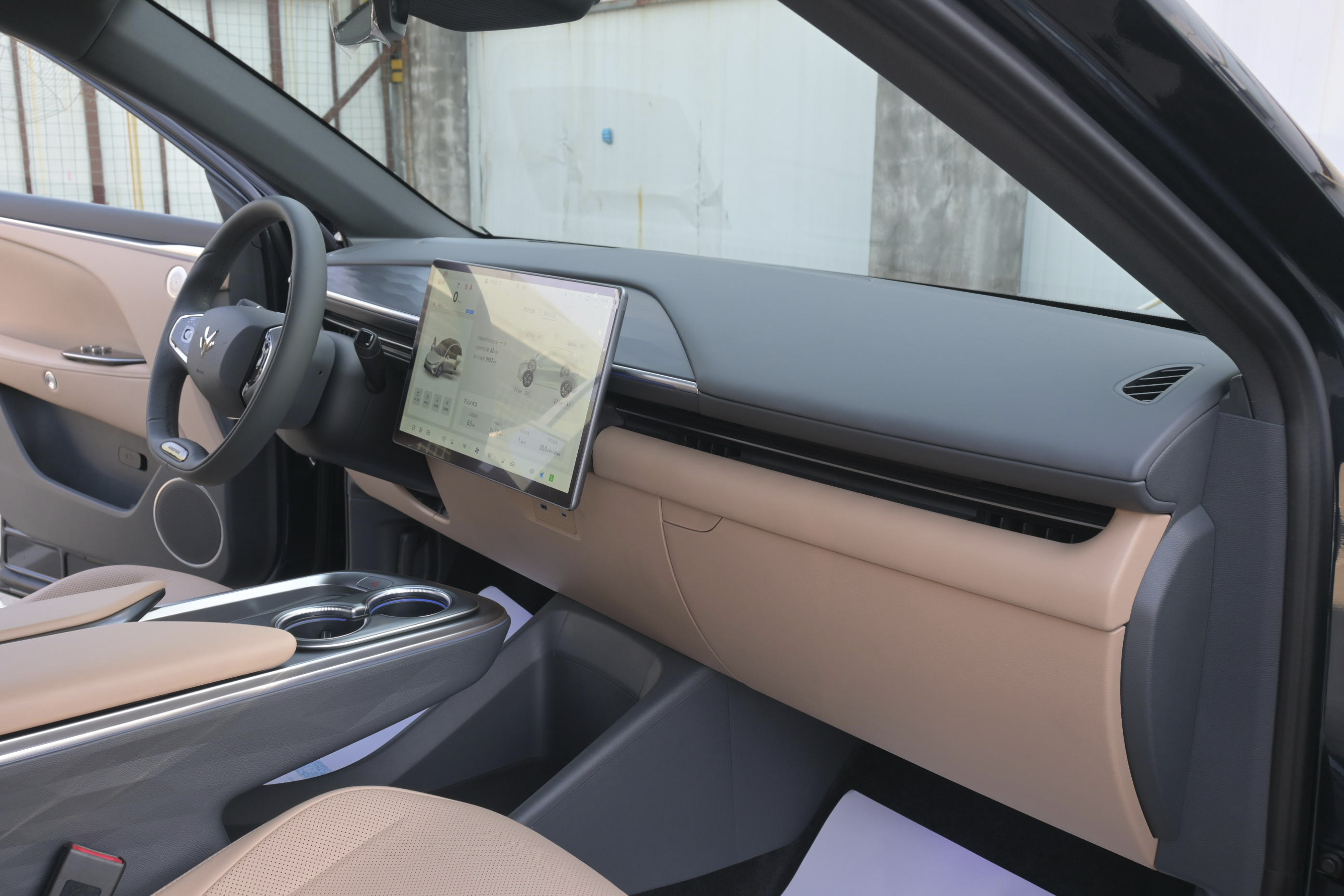
Arcfox Alpha T5 – kokpit

Pod koniec 2023 roku chiński producent samochodów elektrycznych, Arcfox, przedstawił kolejny model poszerzający jego portfolio wśród mniejszych i bardziej przystępnych cenowo pojazdów. Średniej wielkości Alpha T5 uplasowała się w gamie poniżej modelu Alpha-T, zyskując sylwetkę bogatą w ostre linie i wyraźnie zarysowane przetłoczenia. Agresywnie ukształtowane reflektory połączono niewielką poprzeczką, a zderzak rozbudowały obszerne wloty powietrza. Smukłą sylwetkę urozmaiciły chowane klamki, z kolei tylną część nadwozia zdominowała wysoko osadzona listwa świetlna oraz rozbudowane przetłoczenia.
Kabina pasażerska została utrzymana w prostym, minimalistycznym projekcie. Wysoko osadzony tunel środkowy został pozbawiony połączenia z kokpitem zyskując rozbudowany dolny schowek. Deskę rozdzielczą zdominował tylko jeden, centralny ekran dotykowy. Spełnił on funkcję zarówno zegarów, jak i systemu multimedialnego z przekątną 15,6 cala.

### Sprzedaż
Podobnie jak inne produkty firmy Arcfox, tak i Alpha T5 powstała głównie z myślą o rodzimym rynku chińskim. Sprzedaż pojazdu rozpoczęła się tuż po prezentacji z końcem grudnia 2023, z ceną 155 800 juanów za podstawowy egzemplarz i 199 800 juanów za odmianę topową.

### Dane techniczne
Arcfox Alpha T5 jest samochodem w pełni elektrycznym, którego układ napędowy utworzyły dwa silniki do wyboru. Słabszy rozwinął moc 248 KM i 360 Nm, a mocniejszy – 268 KM i 360 Nm. Ten pierwszy połączono z baterią 65 kWh produkcji CATL, która zaoferowała zasięg do 520 kilometrów według normy CLTC, a drugi zyskał baterię 79,2 kWh i do 660 kilometrów zasięgu CLTC.